# Сонкаярви
Сонкаярви (фин. Sonkajärvi) — община в провинции Северное Саво, губерния Восточная Финляндия, Финляндия. Общая площадь территории — 1576,77 км², из которых 110,86 км² — вода.
В общине Сонкаярви имеются уникальные природные достопримечательности, например, самые северные в Финляндии достоверно подтверждённые местонахождения дикорастущей липы сердцевидной (Tilia cordata): в окрестностях озера Кангаслампи, 63° 45′ с.ш. и у холма Салмисенмяки, 63° 43′ 42" с.ш.
С 1995 года в Сонкаярви ежегодно проходит международный Чемпионат по ношению жён, привлекающий до 7 тысяч зрителей.

## Демография
На 31 января 2011 года в общине Сонкаярви проживало 4667 человек: 2426 мужчин и 2241 женщина.
Финский язык является родным для 99,31 % жителей, шведский — для 0,06 %. Прочие языки являются родными для 0,62 % жителей общины.
Возрастной состав населения:
- до 14 лет — 14,03 %
- от 15 до 64 лет — 62,18 %
- от 65 лет — 23,87 %

Изменение численности населения по годам:
| Год  | Численность |
| ---- | ----------- |
| 1980 | 6716        |
| 1990 | 6030        |
| 2000 | 5272        |
| 2010 | 4671        |
| 2011 | 4667        |